# Берри, Уильям, 1-й виконт Кэмроуз
Уильям Эварт Берри, 1-й виконт Кэмроуз (англ. William Ewart Berry, 1st Viscount Camrose; 23 июня 1879 — 15 июня 1954) — британский пэр и газетный издатель.

## Жизнь и карьера
Уильям Берри родился 23 июня 1879 года в Мертир-Тидвиле в Уэльсе. Второй сын Джона Матиаса Берри и Мэри Энн (Роу). Берри начал свою трудовую деятельность в качестве журналиста и основал собственную газету Advertising World в 1901 году. Берри заработал свое состояние на публикации журнала времен Первой мировой войны The War Illustrated, который на пике популярности имел тираж 750 000 экземпляров. В партнерстве со своим младшим братом Гомером Берри, 1-м виконтом Кемсли (старшим братом был Сеймур Берри, 1-й барон Бакленд), он приобрел The Sunday Times в 1915 году и был ее главным редактором до 1937 года. В 1919 году пара также приобрела Financial Times.
В 1924 году братья Берри и сэр Эдвард Илифф основали Allied Newspapers и приобрели Daily Dispatch, Manchester Evening Chronicle, Sunday Chronicle , Sunday News и Sunday Graphic, а также ряд других газет по всей стране. В Кардиффе они объединили четыре газеты в Western Mail. В 1927 году они приобрели The Daily Telegraph Гарри Леви-Лоусона, 1-го виконта Бернема, а Уильям Берри стал ее главным редактором. В 1937 году они приобрели ее конкурента, The Morning Post.
В 1926 году братья Берри/Allied Newspapers приобрели издательство Amalgamated Press, которое было основано Альфредом Хармсвортом, 1-м виконтом Нортклиффом, в 1901 году (Хармсворт умер в 1922 году).
Уильям Берри выкупил своих партнеров в 1937 году и объединил The Morning Post с The Daily Telegraph, став председателем и главным редактором. Его сыновья Сеймур, 2-й виконт, и впоследствии Майкл, продолжали управлять газетой до 1986 года; кроме того, Сеймур был заместителем председателя Amalgamated Press с 1942 по 1959 год (когда AP была приобретена Mirror Group).
Он оказал финансовую помощь сэру Уинстону Черчиллю после Второй мировой войны. Он и еще десять богатых доброжелателей пожертвовали Черчиллям по 5000 фунтов стерлингов, позволив им сохранить его дом, Чартвелл, при условии, что он будет подарен нации после их смерти.

## Почести
Уильям Берри получил титул баронета Берри в 1921 году. Он был возведен в звание пэра как барон Кэмроуз из Лонг-Кросса в графстве Суррей 19 июня 1929 года и повышен до виконта Кэмроуза из Хаквуд-Парка в графстве Саутгемптон 20 января 1941 года.

## Семья
В 1905 году Уильям Берри женился на Мэри Агнес Корнс (? — 9 октября 1962), дочери Томаса Корнса. У супругов было восемь детей:
- Достопочтенная Мэри Сесилия Берри (14 марта 1906 — 24 июня 1996)
- Джон Сеймур Берри, 2-й виконт Кэмроуз (12 июля 1909 — 15 февраля 1995), старший сын и преемник отца.
- Уильям Майкл Берри, 3-й виконт Кэмроуз (18 мая 1911 — 3 апреля 2001)
- Достопочтенная Шейла Берри (1913—1992)
- Достопочтенная Молли Патриция Берри (1915 — 31 августа 1995)
- Достопочтенный Родни Матиас Берри (29 апреля 1917 — 10 марта 1963)
- Подполковник Джулиан Берри (24 мая 1920—1988)
- Достопочтенная Диана Филлис Берри (1924 — март 1995)

Виконт Кэмроуз скончался в 1954 году, и титулы виконта, баронства и баронета унаследовал его старший сын Сеймур.